# Monumento a la Madre (Argentina)
Este monumento, ubicado en el barrio de Los Hornos, localizado en la ciudad de La Plata, Buenos Aires, Argentina, fue levantado en honor de las madres. 

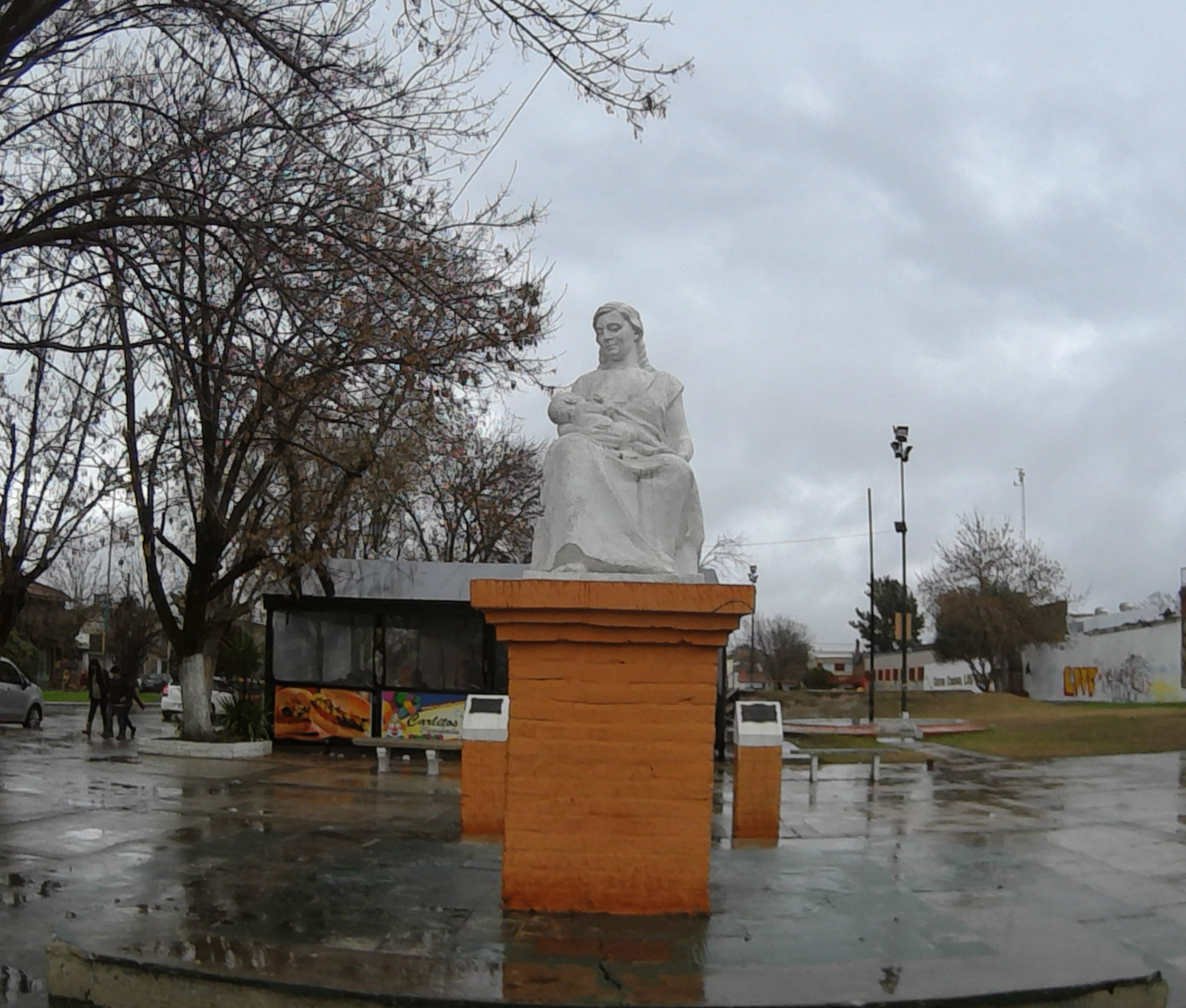
Vista frontal del monumento.

 La iniciativa de realizar esta construcción fue tomada por la "Asociación Amigos de 137". La obra se terminó el 15 de octubre de 1961, siendo ubicada en la Plaza de la Madre, en la calle 137 entre 59 y 60.

## Placas
A sus alrededores, cuenta con nueve pequeñas columnas, en las que se pueden apreciar placas diferentes como regalo de distintas instituciones de la localidad conmemorando aniversarios de fechas importantes, como los siguientes, siendo la más antigua de todas ellas, la de su día de inauguración:
- "Los Hornos a la Madre, símbolo universal de amor sublime" —Los Hornos, 20 de x de 1963 (20.X.1963).
- "A la Madre, el Centro de Estudiantes; Escuela Profesional Mixta n°3" —Centro de Estudiantes de la Escuela Profesional Mixta n°3, 20 de octubre de 1963 (20.10.1963).

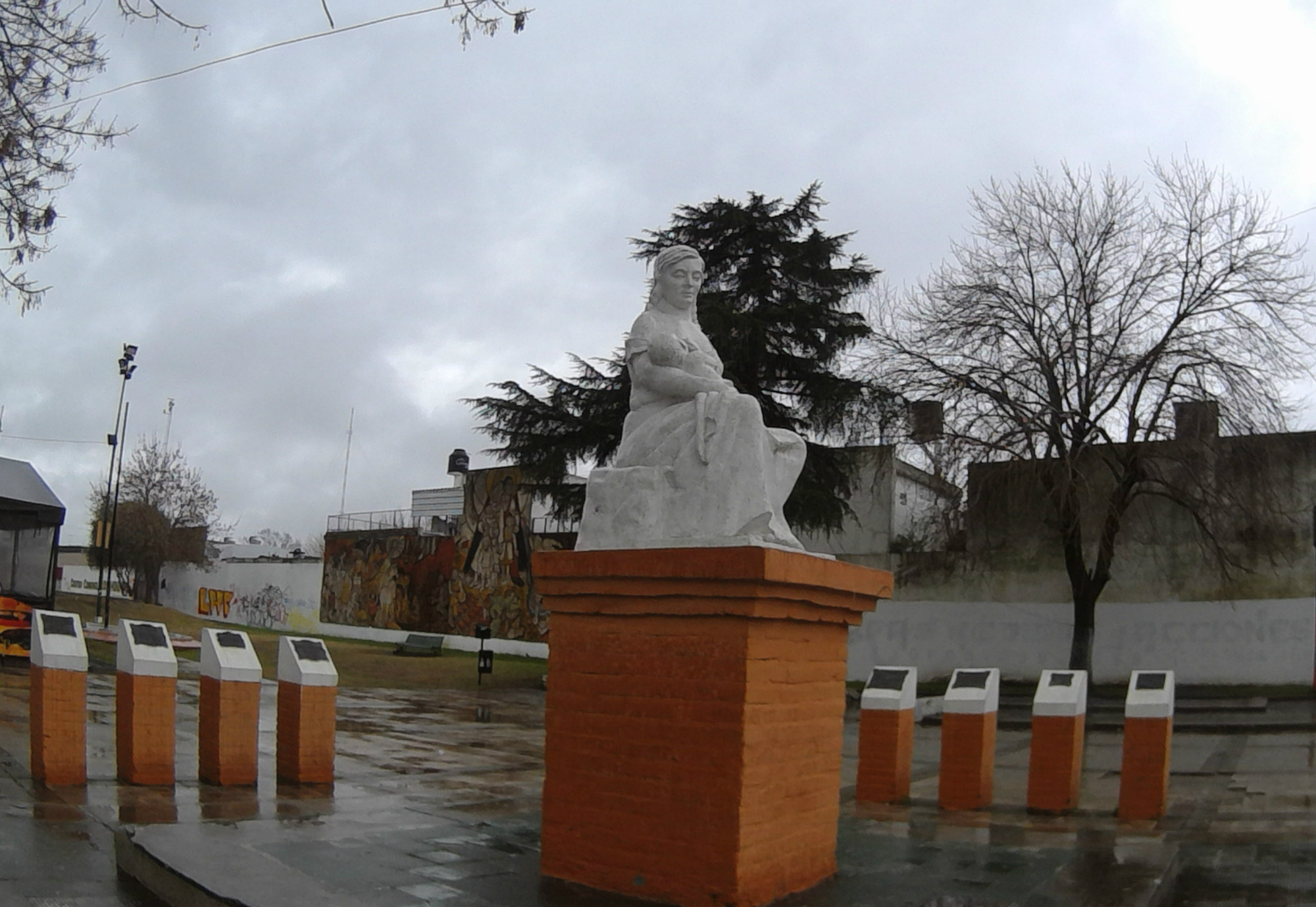
Vista lateral.

- "En sus Bodas de Diamante (1880-1965), Los Hornos a la Madre" —Los Hornos, 13 de febrero de 1965 (13.02.1965).
- "En su carta constitutiva, el Rotary Club de los Hornos a la Madre" —Rotary Club, 4 de diciembre de 1966 (04.12.1966).
- "C.O.A.P. a la Madre, a través de cuyo corazón el amor de Dios realiza el milagro de la familia" —C.O.A.P., 15 de x de 1978 (15.X.1978).
- "Año Internacional del Niño y la Familia; en el Día de la Madre, Liga de Padres y Escuela Primaria San Benjamín" —Liga de Padres y Escuela Primaria San Benjamín, 21 de octubre de 1979 (21.10.1979).
- "Homenaje de la Asociación Comercial Los Hornos A.C.L.H.O.; a todas las madres en su día" —A.C.L.H.O., 15 de octubre de 1985 (15.10.1985).

## Descripción

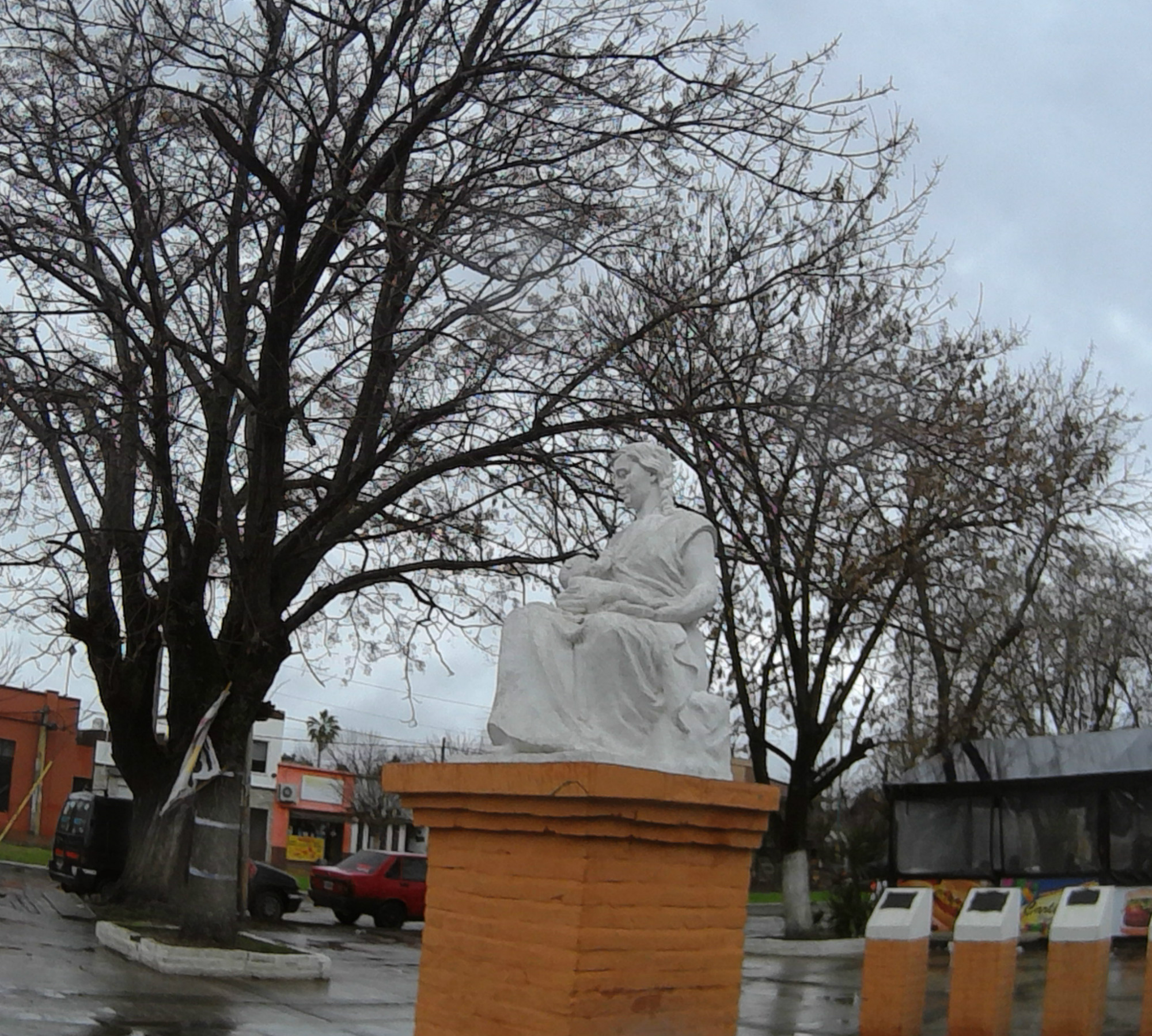
Vista lateral.

El monumento muestra a una madre con un niño en brazos dándole de mamar, donde parece estar cómodamente sentada. La estatua se encuentra posicionada sobre una base de aproximadamente un metro de altura, conformando así una altura total de unos dos metros y medio.  Está hecha de cemento y pintada de color blanco, mientras que su base, antiguamente, era de color verde inglés, y ahora se encuentra pintada de un color marrón, al igual que las columnas.